# HMS Magnificent (1806)
HMS Magnificent (1806) — 74-пушечный линейный корабль третьего ранга. Второй корабль Королевского флота, названный Magnificent (Великолепный).

## Постройка
Заказан 31 января 1805 года. Проект (тип Repulse так называемых «обычных» двухдечных) принадлежал сэру Уильяму Рулу (англ. William Rule), одному из сюрвейеров Королевского флота. Он знаменовал возвращение к «обычным» 74-пушечным в 1800 г, когда численность флота снова вышла на первый план. Magnificent, четвертый из 11 построенных, возглавил вторую серию данного типа, начатую в 1805.
Строился на частной верфи Perry, Wells & Green на Темзе, в Блэкуолл, Лондон — еще один признак острой нужды в новых кораблях. Спущен на воду 30 августа 1806. Вступил в строй в том же году.

## Служба
Все Наполеоновские войны провел в составе Флота Канала. Вместе с другими осуществлял политику ближней блокады лорда Сент-Винсента.
Наиболее известен эпизод 17 декабря 1812 года на Баскском рейде, когда капитан Хейс продемонстрировал высочайшую морскую выучку и спас корабль от гибели на подветренном берегу.
Впоследствии корабль был переведен на Вест-Индскую станцию. В 1825 году разоружен и оставлен для рейдовой службы на Ямайке. Использовался под плавучую казарму для рекрутов. В 1843 году выведен из состава флота и продан.